# Cristina Flutur

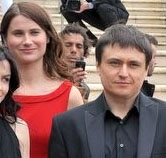
Cristina Flutur gemeinsam mit Cristian Mungiu bei der Premiere von Jenseits der Hügel in Cannes (2012)

Cristina Flutur (* 1978 in Iași) ist eine rumänische Theater- und Filmschauspielerin. Bekanntheit erlangte sie durch ihr Filmdebüt in dem preisgekrönten Drama Jenseits der Hügel (2012).

## Biografie
Cristina Flutur begann ein Sprachenstudium an der Universität Alexandru Ioan Cuza in ihrer Heimatstadt Iași. Nach Abschluss ihres Studiums im Jahr 2000 wechselte sie ins Schauspielfach. Flutur begann ein Schauspielstudium an der Babeș-Bolyai-Universität in Cluj-Napoca, das sie 2004 beendete. Danach schloss sie sich dem Ensemble des Nationaltheaters „Radu Stanca“ in Sibiu an. Dort trat sie sowohl in klassischen Stücken von Shakespeare und Tschechow (Die Möwe, 2007; Regie: Andrei Șerban) als auch modernen Stoffen von John Steinbeck oder Eugène Ionesco in Erscheinung. Auch war Flutur in zeitgenössischen rumänischen Aufführungen wie Viaţa cu un idiot (2007, dt. „Leben mit einem Idioten“) unter der Regie von Andrij Scholdak zu sehen. Flutur arbeitete u. a. mit so bekannten Regisseuren wie Silviu Purcărete, Vlad Massaci, Tompa Gabor und Gavriil Pinte.
2012 gab Flutur zusammen mit Cosmina Stratan ihr Filmdebüt in Cristian Mungius Spielfilm Jenseits der Hügel. Dieser erhielt im selben Jahr eine Einladung in den Wettbewerb der 65. Internationalen Filmfestspiele von Cannes, wo Flutur und Stratan mit dem Darstellerpreis des Filmfestivals ausgezeichnet wurden. Für ihre Porträts der Alina und Voichița hatte die Wettbewerbsjury um den italienischen Schauspieler und Regisseur Nanni Moretti den im Kino noch unerprobten Darstellerinnen den Vorzug vor so bekannten Schauspielerinnen wie Nicole Kidman (The Paperboy) oder Marion Cotillard (Der Geschmack von Rost und Knochen) gegeben. Flutur und Stratan sind die ersten rumänischen Schauspielerinnen, die in Cannes triumphieren konnten.

## Filmografie
- 2012: Jenseits der Hügel (După dealuri)
- 2014: Résistance (Fernsehmehrteiler)
- 2015: Raisa (Kurzfilm)
- 2016: Fragments of Gabi (Kurzfilm)
- 2017: Grain – Weizen (Grain)
- 2019: Backdraft 2

## Auszeichnungen
- 2012: Darstellerpreis der Internationalen Filmfestspiele von Cannes für Jenseits der Hügel (gemeinsam mit Cosmina Stratan)